# В лесах (фильм)
«В лесах» (англ. Within The Woods) — короткометражный фильм ужасов режиссера Сэма Рэйми, который также выступил сценаристом и продюсером. Рэйми черпал вдохновение из его короткометражного фильма Clockwork, решив создать «прототип» фильма ужасов, чтобы вызвать интерес потенциальных инвесторов. Рэйми пригласил своих друзей Брюса Кэмпбелла и Эллен Сандвейс как двух главных героев и спродюсировал фильм за 1600 $. Трое персонажей фильма, за исключением Шелли, названы в честь реальных имён актёров, исполнивших роли. Съёмки картины продолжались шесть дней и производились недалеко от фермы продюсера Роберта Таперта в городе Маршалл, производство было сложным из-за низкого бюджета. Несколько спецэффектов, представленных в фильме, смотрелись крайне дёшево, некоторые из них были обыграны прямо на съёмочной площадке. Центральной идеей фильма стала одержимость и сосредоточение таинственных сил, исходящих из леса. Рэйми убедил местного менеджера кинотеатра показать фильм на одном экране вместе с Rocky Horror Picture Show, что вызвало к картине небольшой интерес. Премьера фильма состоялась 12 октября 1978 года. Картине сопутствовал скромный успех, но реакция зрителей вдохновила Рейми на создание ремейка с гораздо большим бюджетом, под названием «Зловещие мертвецы» (1981). Фильм был первым в рамках франшизы «Зловещие мертвецы», и положил начало карьеры как Кэмпбелла, так и Рэйми. Визуальная подача и режиссура фильма «В лесах», впоследствии определили стиль Рейми, который угадывался в его последующих работах.

## Сюжет
Две влюблённые пары решили провести выходные вместе, выбрав местом проведения отдыха отдалённую хижину в лесу. Неведомая сила преследовала и наблюдала за группой без их ведома. Эллен (Эллен Сендвейсс) и её бойфренд Брюс (Брюс Кэмпбелл) пошли в лес, чтобы устроить там пикник. Другая пара, Скотти (Скотт Шпигель) и Шелли (Мэри Валенти), остались в домике играть в монополию.
Во время пикника Брюс рассказывает Эллен, что они находятся на старом индейском кладбище. Эллен начинает беспокоиться, но Брюс уверяет её, что с ними все будет в порядке, если только они не потревожат могилы умерших. Брюс отправляется на поиски дров для костра и обнаруживает древний кинжал, принадлежащий индейцам. Игнорируя свой собственный совет, он берёт кинжал с собой. После обеда Эллен засыпает. Когда она просыпается, она обнаруживает, что Брюс пропал, и после минутного замешательства она отправляется на его поиски. К её ужасу она находит труп Брюса, ужасно изуродованного, с явными ножевыми ранениями. После ужасающей находки за ней начинает гнаться неизвестная сила.
Пробираясь через лес, она бежит обратно к хижине и кричит, чтобы её немедленно впустили, а злой дух приближался все ближе. Эллен говорит своим друзьям, что Брюс был убит, но Скотти не верит ей, считая это шуткой и отправляется на поиски Брюса. Шелли и Эллен начинают беспокоиться, потому что Скотти долго отсутствует. Шелли идет на улицу, чтобы начать поиски пропавших без вести друзей, но одержимый демонами Брюс нападает и душит её, в конце концов всаживая ей в шею кинжал, который он нашёл, попутно произнося фразу «присоединяйся к нам». Эллен, испугавшись своего одержимого друга, бежит в соседнею комнату и хватает нож, чтобы защитить себя. Кто-то пытается войти в комнату, где Эллен прячется, и она от испуга набрасывается с ножом на входящего, как оказалось, Скотти, который только что вернулся из леса. Эллен в ужасе и в это время на неё нападает Брюс. Эллен удается выманить Брюса на улицу, порезав его несколько раз.
Умирающий Скотти говорит Эллен, что в подвале лежит пистолет, который они принесли с собой. Спускаясь по лестнице подвала вниз, Элли спотыкается о сломанную ступеньку и ранит себя. После того как она находит пистолет, она поднимается по лестнице и обнаруживает, что Скотти был зарезан, когда она была внизу. Одержимый Брюс нападает на неё, но ей удается отрубить ему руку. Эллен пытается убежать, но Брюс догоняет её и швыряет её по всей комнате словно куклу. Брюс начинает душить Эллен, но она поднимает отрезанную руку, которая до сих пор держит кинжал и протыкает им Брюса. На мгновение, истекающий кровью Брюс замирает, лежа на полу, но только для того, чтобы затем продолжить своё наступление на Эллен. При помощи топора Эллен отрубает каждую конечность Брюса, несмотря на это они продолжают извиваться. Лишившаяся рассудка от ужаса пережитого, Эллен садится в угол и начинает что-то бормотать про себя. Труп Скотти неожиданно вскакивает, прежде чем Эллен его замечает, он уже готовится к атаке.
Затем экран темнеет, оставив судьбу Эллен неопределённой.

## В ролях
- Брюс Кэмпбелл — Брюс
- Эллен Сандвайсс — Эллен
- Скотт Шпигель — Скотти
- Мэри Валенти — Шэлли

## Художественные особенности
Ещё до появления идеи короткометражки «В лесу» Сэм Рэйми и Брюс Кэмпбелл были давними друзьями и одноклассниками, которые выросли вместе. Во времена их молодости дуэт спродюсировал несколько малобюджетных фильмов на плёнке super 8. В начале своей карьеры Рэйми срежиссировал фильмы, которые больше всего напоминали комедии, такие как Booby Bartenders, Shemp Eats the Moon и The Great Bogus Monkey Pignut Swindle. Даже актёры и съёмочная бригада отзывалась об этих фильмах как о «глупых» и примитивных. В конечном итоге Рэйми снял короткометражный фильм It’s Murder!/Это Убийство!, в котором преобладали комедийные моменты. В одной из сцен, где преступник нападает на жертву, Рэйми хорошо удалось нагнать саспенс. Спустя некоторое время он открестился от короткого метра, но похвалил эту сцену, заметив, что эта сцена лучшее, что было в фильме.
Работа над этим фильмом вдохновила Рэйми подойти к жанру ужасов с большим энтузиазмом, что приводит его к концепции своего следующего короткометражного фильма Clockwork. В фильме показана женщина, которую преследует сумасшедший. После этого фильма, Рэйми окончательно загорелся идеей фильмов ужасов. Хотя Рэйми и Кэмпбелл проявляли интерес к жанру, они признали, что не имели достаточного опыта и принялись заполнять пробелы путём походов в кинотеатры на различные научно-фантастические фильмы и фильмы ужасов. Рэйми продвигал девиз «Чем больше крови, тем веселее»/«the gore the merrier». Рэйми увидел своё будущее как режиссёра в жанре категории В, он захотел создать более амбициозный проект, в отличие от тех, которые предлагались в этом жанре в то время. Для того, чтобы вызвать интерес потенциальных продюсеров Рэйми и Кэмпбелл придумали «прототип» своего фильма, «визитную карточку», которая смогла бы открыть двери в «большое кино».
Фильм прототип получил названии «В лесу». Ко всему прочему, Рэйми черпал вдохновение не только в фильмах ужасов, одним из главных вдохновителей для Рэйми стал Говард Лавкрафт, именно он познакомил Рэйми с «книгой мертвых». Рэйми изучал концепцию волшебных книг, в частности Некрономикона, догматы этих книг легли в основу фильма. Кэмпбелл описал фильм как сочетание «creative writing and ancient history»/«оригинального творчества и древней историй». Для того, чтобы конкретизировать идеи, Рэйми придумал концепцию, где группа подростков пошли в лес и были атакованы демоническими духами, которые вырвались из потревоженной индейской могилы. Концепция «книги мертвых» не была использована в фильме, но позже стала неотъемлемой частью творчества Рэйми.
Фильм представляет собой любительскую киносъёмку, отдающую желтоватым цветом. Некоторые сцены съёмки очень затемнены, что создаёт трудности для восприятия. Многие идеи картины впоследствии были реализованы в серии фильмов Зловещие мертвецы: наличие мрачного одинокого домика и подвешенных качелей; сцена с девушкой, когда она отпирает дверь ключом, а за ней гонится дух и хватает её за запястье; фраза «Присоединитесь к нам»; зомби, одержимые духами и так далее.